# Premis Cóndor de Plata 2018
La 66a edició dels Premis Cóndor de Plata 2018, concedits per l'Asociación de Cronistas Cinematográficos de la Argentina, va tenir lloc el 13 d'agost de 2018 al Centro Cultural Kirchner de Buenos Aires, on es va reconèixer a les millors pel·lícules argentines estrenades durant l'any 2017. Fou retransmesa per la Televisión Pública Argentina i presentada per Gabriela Radice. Les nominacions van ser anunciades en la 14a trobada Pantalla Pinamar el març de 2018 a la seu de l'Asociación de Cronistas.
La gran guanyadora de l'esdeveniment va ser Zama de Lucrecia Martel, emportant-se els premis a millor pel·lícula, direcció i guió original, entre altres rúbriques tècniques.
Per a aquest lliurament es van avaluar un total de 208 pel·lícules argentines entre les quals es conten unes 16 cintes que van postular a pel·lícula iberoamericana.

## Premis i nominacions múltiples
En el següent quadre es mostren les diferents pel·lícules que van rebre dues o més nominacions, així com la quantitat de guardons obtinguts.
| pel·lícula                       | Nominacions | Premis |
| -------------------------------- | ----------- | ------ |
| Zama                             | 12          | 8      |
| El otro hermano                  | 11          | 2      |
| Una especie de familia           | 7           | 1      |
| Temporada de caza                | 7           | 1      |
| Nadie nos mira                   | 6           | 1      |
| La novia del desierto            | 6           | 2      |
| Alanis                           | 5           | 1      |
| Sinfonía para Ana                | 5           | 0      |
| Los que aman, odian              | 4           | 1      |
| Desearás al hombre de tu hermana | 4           | 0      |
| El futuro que viene              | 3           | 0      |
| La cordillera                    | 3           | 1      |
| Madraza                          | 3           | 1      |
| Pinamar                          | 2           | 0      |

## Guanyadors i nominats
Indica el guanyador dins de cada categoria, mostrat al principi i ressaltat en negretes.
| Millor pel·lícula | Millor director |
| --- | --- |
| - Alanis - El otro hermano - Nadie nos mira - Una especie de familia - Zama | - Anahí Berneri — Alanis - Israel Adrián Caetano — El otro hermano - Diego Lerman — Una especie de familia - Lucrecia Martel — Zama - Julia Solomonoff — Nadie nos mira |
| Millor actriu | Millor actor |
| - Sofía Gala Castiglione — Alanis - Paulina García — La novia del desierto - Bárbara Lennie — Una especie de familia - Valentina Bassi — Al desierto - Pilar Gamboa — El futuro que viene                                                                      | - Daniel Giménez Cacho — Zama - Jorge Marrale — Maracaibo - Germán Palacios — Temporada de caza - Guillermo Pfening — Nadie nos mira - Leonardo Sbaraglia — El otro hermano |
| Millor actriu de repartiment | Millor actor de repartiment |
| - Alejandra Flechner — El otro hermano - Vera Fogwill — Sinfonía para Ana - Marilú Marini — Los que aman, odian - Érica Rivas — La cordillera - María Ucedo — Tigre                                                                                            | - Daniel Aráoz — Una especie de familia - Alián Devetac — El otro hermano - Juan Minujín — Zama - Claudio Rissi — La novia del desierto - Gerardo Romano — La cordillera |
| Millor Revelació femenina | Millor Revelació masculina |
| - Loren Acuña — Madraza - Isadora Ardito — Sinfonía para Ana - Mercedes Funes — Yo soy así, Tita de Buenos Aires - Iride Mockert — Los decentes - Cumelén Sanz — No te olvides de mí                                                                           | - Lautaro Bettoni — Temporada de caza - Nahuel Cano — Zama - Juan Grandinetti — Pinamar - Esteban Masturini — Esteros - Patricio Penna — El corral |
| Millor guió original | Millor guió adaptat |
| - Cecilia Atán i Valeria Pivato — La novia del desierto - Anahí Berneri i Javier Van de Couter — Alanis - Natalia Garagiola — Temporada de caza - Diego Lerman i María Meira — Una especie de familia - Christina Lazaridi i Julia Solomonoff — Nadie nos mira | - Ernesto Ardito i Virna Molina — Sinfonía para Ana, sobre la novel·la de Gaby Meik - Israel Adrián Caetano i Nora Mazzitelli — El otro hermano, inspirat en la novel·la Bajo este sol tremendo de Carlos Busqued - Iván Fund, Santiago Loza y Eduardo Crespo — Toublanc, basat en l’obra de Juan José Saer - Lucrecia Martel — Zama, sobre la novel·la homònima d'Antonio di Benedetto - Milagros Mumenthaler — La idea de un lago, sobre Pozo de aire de Guadalupe Gaona |
| Millor opera prima | Millor pel·lícula documental |
| - El futuro que viene - La novia del desierto - Los globos - Madraza - Pinamar - Temporada de caza | - Carne propia - Cuatreros - El futuro perfecto - Los sentidos - Soler |
| Millor Curtmetratge | Millor Audiovisual per Plataformes Digitals |
| - Corp. — Pablo Polledri - La canoa de Ulises — Diego Fió - Centauro — Nicolás Suárez - Fiora — Martina Juncadella y Martín Vilela - De la muerte de un costero — Carlos Alberto Díaz                                                                          | - Adán Buenosayres. La pel·lícula — Juan Villegas - El hombre más chiquito del mundo — Juan Pablo Zaramella - El jardín de bronce — Pablo Fendrik y Hernán Goldfrid - La sangre del gallo — Mariano y Eric Dawidson - Un gallo para Esculapio — Bruno Stagnaro |
| Cóndor de Plata a la Millor pel·lícula Iberoamericana | Millor pel·lícula en llengua estrangera |
| - Aquarius — Kleber Mendonça Filho () - Ejercicios de memoria — Paz Encina - El candidato — Daniel Hendler - La academia de las musas — José Luis Guerín - Los perros — Marcela Said                                                                           | - Geu-hu — Hong Sang-soo - Toivon tuolla puolen — Aki Kaurismäki - Graduation — Cristian Mungiu - Manchester by the Sea — Kenneth Lonergan - Paterson — Jim Jarmusch |
| Millor Fotografia | Millor Muntatge |
| - Sergio Armstrong — La novia del desierto - Julián Apezteguía — El otro hermano - Lucio Bonelli — Nadie nos mira - Fernando Lockett — Temporada de caza - Rui Pocas — Zama                                                                                    | - Alejandro Brodersohn — Una especie de familia - Pablo Barbieri — El otro hermano - Miguel Schverdfinger y Karen Harley — Zama - Karen Sztanjberg, Andrés Tambornino y Pablo Barbieri — Nadie nos mira - Gonzalo Tobal — Temporada de caza |
| Millor direcció artística | Millor vestuari |
| - Mercedes Alfonsín — Los que aman, odian - Ernesto Ardito i Virna Molina — Sinfonía para Ana - Juan Cavia y Walter Cornás — Desearás al hombre de tu hermana - Julieta Dolinsky — No te olvides de mí - Renata Pinheiro — Zama                                | - Samanta Babic — Sinfonía para Ana - Patricia Conta — Desearás al hombre de tu hermana - Beatriz Di Benedetto — Los que aman, odian - Franca Ostrovsky — No te olvides de mí - Julio Suárez — Zama |
| Millor So | Millor Música Original |
| - Guido Berenblum — Zama - José Luis Díaz — Los que aman, odian - Santiago Fumagalli y Roberto Mignone — Temporada de caza - Leandro de Loredo — Una especie de familia - Catriel Vildosola — El otro hermano                                                  | - Nahuel Berneri — Alanis - Gabriel Nesci y Juan Pablo Adamo — Casi leyendas - Rosario Ortega y Sofía Vitola — El futuro que viene - Leo Sujatovich — La novia del desierto - Iván Wyszogrod — El otro hermano y Desearás al hombre de tu hermana |
| Millor maquillatge i caracterització | |
| - Marisa Amenta y Alberto Moccia — Zama - Marisa Amenta, Néstor Burgos y Angela Garacija — La cordillera - Angela Garacija — Desearás al hombre de tu hermana - Dolores Giménez — El otro hermano - Beatushka Wojtowicz — Madraza                              | |

## Homenatges
- Thelma Biral, actriu.
- Víctor Laplace, actor i director.
- Pino Solanas, director.
- Festival UNCIPAR.
- César Maranghello, investigador de cinema.